# Bommanahalli, Sidlaghatta
Bommanahalli là một làng thuộc tehsil Sidlaghatta, huyện Kolar, bang Karnataka, Ấn Độ.